# Niels Peter Arboe Rasmussen
Niels Peter Arboe Rasmussen (født 1. april 1866 i Holbæk, død 11. februar 1944 i København) var en dansk folkekirkepræst. Arboe Rasmussen blev cand.theol. i 1890 og herefter præst på Gjøl i perioden 1890-97 og i Skibsted 1897-1917.
Arboe Rasmussen præsenterede i en række skrifter et frisindet teologisk standpunkt, der fra konservativ kirkelig side blev opfattet som uforeneligt med hans stilling som præst i folkekirken. I 1911 blev der indledt en undersøgelse mod ham, og da han i 1913 søgte forflyttelse til Vålse på Falster, besluttede biskopperne på et møde i Viborg, at der skulle rejses tiltale mod ham. Ved højesteretsdom 9. maj 1916 blev han frifundet, og året efter blev han udnævnt til præst i Vålse under kirkeministerens direkte tilsyn, da biskop Caspar Wegener ikke ønskede at give kollats eller føre tilsyn med ham. I 1920 søgte Arboe Rasmussen afsked fra embedet i Vålse og fik en stilling på Det Kongelige Bibliotek.

## Værker
- 1906 - Daab og Trosbekendelse
- 1906 - De sidste Blade af Jesu Livshistorie
- 1911 - Dogmekirken - og Vejen frem (i To Foredrag, sammen med Carl Konow)
- 1912 - Fra Papyrusbladet til vort Ny Testamente
- 1913 - Om Trosbekendelsen og Præsteløftet

## Eksternt link
- Niels Peter Arboe Rasmussen på gravsted.dk